# Saint-Thomas-la-Garde
Saint-Thomas-la-Garde – miejscowość i gmina we Francji, w regionie Owernia-Rodan-Alpy, w departamencie Loara.
Według danych na rok 1990 gminę zamieszkiwało 506 osób, a gęstość zaludnienia wynosiła 148 osób/km² (wśród 2880 gmin regionu Rodan-Alpy Saint-Thomas-la-Garde plasuje się na 1141. miejscu pod względem liczby ludności, natomiast pod względem powierzchni na miejscu 1622.).